# O. Henry
William Sydney Porter, poznan pod svojim psevdonimom O. Henry, ameriški pisatelj, * 11. september 1862, Greensboro, Severna Karolina, ZDA, † 5. junij 1910, New York, ZDA. 
Porter je po končanem šolanju pričel delati v stričevi lekarni in pri 19 letih pridobil licenco za lekarnarja. Marca 1882 se je preselil v Teksas, kjer je sprva živel na ranču, kasneje se je ustalil v mestu Austin, v katerem je tudi srečal svojo kasnejšo ženo Athol Estes Roach. Leta 1887 je dobil službo tehničnega risarja, leta 1891 je prejel novo zadolžitev - mesto knjigovodje v austinski banki First National Bank. Med delom v banki je začel izdajati časopis The Rolling Stone, za katerega je tako pisal kot risal. Zaradi suma poneverbe so ga na banki odpustili, leta 1895 se je preselil v Houston. Leta 1896 so ga tudi obsodili zaradi poneverbe, a je dan pred sojenjem pobegnil v Honduras. Med bivanjem v Hondurasu je skoval izraz »bananska republika«.
Ko mu je začela umirati žena Athol, se je predal ameriškim oblastem, ki so mu dovolile, da skrbi za ženo, kar je počel vse do ženine smrti julija 1897. Marca 1898 so ga nato poslali v Kaznilnico Ohio, kjer je začel prvič objavljati pod psevdonimom O. Henry. Po prelomu stoletja je postajal vse uspešnejši in se je vse bolj uveljavljal kot avtor kratke proze. Leta 1907 se je znova poročil, a zakon ni trajal dolgo, saj je ob kopici zdravstvenih težav začel tudi popivati in junija 1910 je umrl za cirozo jeter.
O. Henryjeve kratke zgodbe so slavne zaradi svoje šaljive, igrive in tople karakterizacije in bistroumnih koncih, ki vsebinsko pomenijo preobrat za celotno zgodbo. Njegovo najslavnejše delo je Darilo treh kraljev, ki je predvsem v angleško govorečih deželah postalo božična klasika. Danes se po njem imenuje O. Henryjeva nagrada, ameriška literarna nagrada za najboljšo kratko zgodbo leta.

## Življenje

### Zgodnje življenje
William Sidney Porter se je rodil 11. septembra 1862 v Greensboroju, Severna Karolina. Njegovo srednje ime je bilo ob rojstvu Sidney, a si ga je leta 1898 spremenil v Sydney. Njegova starša sta bila zdravnik dr. Algernon Sidney Porter (1825–1888) in Mary Jane Virginia Swaim Porter (1833–1865). Poročila sta se 20. aprila 1858. Ko je bil William star tri leta, mu je za tuberkulozo umrla mama. Z očetom sta se tako preselila k stari mami po očetovi strani. Porter je kot otrok ves čas bral raznovrstna dela, od klasike do kratkočasne trivialne literature. Njegovo najljubše delo je bilo Tisoč in ena noč.
Porter je leta 1876 dokončal osnovno šolo njegove tete Eveline Marie Porter, zatem pa se je vpisal na Srednjo šolo Lindsey Street. Teta ga je še naprej poučevala, vse do petnajstega leta. Leta 1879 je začel Porter delati v stričevi lekarni in dve leti pozneje si je v starosti 19 let pridobil licenco za lekarnarja. V lekarni je pogosto kazal svoj naravni talent za risanje, saj je risal skice ljudi, ki so hodili mimo.

### Selitev v Teksas
Porter je marca 1882 z dr. Jamesom K. Hallom odpotoval v Teksas v upanju, da bo sprememba ozračja blagodejno vplivala na kronični bronhitis, ki se mu je razvil. Živel je v La Salle Countyju na ovčjem ranču Jamesovega sina Richarda Halla. Na ranču je pomagal kot ovčji pastir, fizični delavec, kuhar in varuška v enem. V času bivanja na ranču se je naučil drobce španščine in nemščine, katerih mešanico so na ranču govorili ostali hlapci. Čas je porabljal tudi za branje klasične literature. Njegovo zdravje se je zares izboljšalo in leta 1884 se je z Richardom odpravil v Austin, kjer se je odločil ostati in ustaliti. Na svoj dom so ga sprejeli Harrelli, družina Richardovih prijateljev. Porter je v naslednjih nekaj letih poprijel za kopico različnih del, najprej kot lekarnar, nato pa še kot tehnični risar, blagajnik v banki in novinar. Prav tako je začel v prostem času pisati.
Porter je v Austinu živel razgibano družabno življenje, med drugim je bil član pevskih in dramskih skupin. Bil je dober pevec in glasbenik, igral je tako kitaro kot tudi mandolino. Pridružil se je tudi Kvartetu Hill City, skupini mladeničev, ki so nastopali na zborovanjih in javnih srečanjih ter v mestu peli serenade mladim ženskam. Ena od teh je bila tudi Athol Estes, 17-letnica iz bogate družine, ki jo je Porter spoznal in ji kmalu začel dvoriti. Njena mati je nasprotovala zvezi, ker je bila Athol šibkega zdravja, bolehala je za tuberkulozo. 1. julija 1887 sta Porter in Athol pobegnila na dom Častitega R. K. Smoota, kjer sta se tudi poročila.
William in Athol sta se še naprej udeleževala glasbenih in dramskih skupin, Athol pa je moža vzpodbudila, da naj se ukvarja s pisanjem. Leta 1888 se jima rodil sin, ki je umrl nekaj ur po rojstvu, septembra 1889 se jima je zdrava rodila hčerka Margaret Worth Porter. Porterjev prijatelj Richard Hall je postal teksaški zemljiški komisar in je ponudil Porterju delo. Leta 1887 je začel kot tehnični risar pri Texas General Land Office (GLO), teksaški zemljiški službi. Na mesec je zaslužil 100 dolarjev, njegova zadolžitev je bilo risanje zemljevidov na podlagi ogledov in terenskih zabeležk. S plačo je resda uspel vzdrževati družino, a je vseeno nadaljeval s pisanjem za revije in časopise. 
V zgradbi GLO-ja je začel ustvarjati like in štorije za kasnejše zgodbe, kot sta Georgia's Ruling (1900) in Buried Treasure (1908). Gradu podobno zgradbo, v kateri je delal, je tudi vključil v nekatere svoje zgodbe, ena takih je Bexar Scrip No. 2692 (1894). Porter je dobil službo zaradi poznanstva s Hallom. Ko je Hall leta 1890 kandidiral za guvernerja in izgubil, je nato na začetku leta 1891 Porter zapustil svoje delovno mesto, ravno ko je zaprisegel novi guverner. Še istega leta je začel Porter delati kot blagajnik in knjigovodja za banko First National Bank v Austinu. Za delo je prejemal enako plačo kot pri GLO-ju. Ker so banko vodili dokaj ohlapno, je imel tudi Porter težave pri svojem knjigovodstvu. Leta 1894 ga je banka obtožila poneverbe, zaradi česar je izgubil službo, vendar ga sprva niso sodno preganjali.
Odtlej je polni delovni čas porabljal za svojo zabavno tedensko revijo The Rolling Stone, ki jo je začel izdajati, ko je bil še zaposlen na banki. The Rolling Stone je s satiro prikazovala življenje, ljudi in politiko, prav tako je vključevala Porterjeve kratke zgodbe in skice. Čeprav je štela revija na višku svoje priljubljenosti 1.500 naročnikov, je aprila 1895 propadla, mogoče tudi zato ker je Porter svojo britev naperil proti vplivnim ljudem. Možno je tudi, da je z izdajanjem revije prenehal, ker s prihodki ni mogel podpirati svoje družine. Na srečo sta dotlej njegovo pisanje in risanje že naredila vtis na urednika časopisa Houston Post. 
Porter se je leta 1895 z družino preselil v Houston, kjer je začel objavljati za prej omenjeni časopis Houston Post. Na mesec je zaslužil le 25 dolarjev, a je njegova plača rasla skladno z njegovo vzpenjajočo priljubljenostjo. Ideje za svojo kolumno je Porter dobival, medtem ko je posedal v hotelskih preddverjih ter tam opazoval in komuniciral z mimoidočimi. To pisateljsko tehniko je uporabljal skozi celotno pisateljsko kariero. Med bivanjem v Houstonu so revidirali poslovanje austinske banke First National Bank in zvezne oblasti so odkrile številne nepravilnosti. Zoper Porterja se je tako zgrnila zvezna obtožba. Na podlagi obtožbe poneverbe so ga tudi aretirali, on je obtožbe zanikal.

### Pobeg in vrnitev
Porterjev tast je plačal varščino, s čimer se je Porter izognil ječi. Dan pred sojenjem, 7. julija 1896, je pobegnil najprej v New Orleans in odtod v Honduras. Medtem ko se je več mesecev skrival v hotelu v Tegucigalpi, je nastalo njegovo delo Cabbages and Kings, v katerem je skoval izraz »republika banana.« Z izrazom je poimenoval izmišljeno državo Anchurio, ki je dejansko parodija na Honduras, kajti Anchuria v španščini pomeni širine, Honduras pa globine. Sčasoma se je izraz posplošil na vsako majhno državo, ki je politično nestabilna, ki je odvisna od omejene količine poljedelskih danosti in ki ji vlada ozka skupina samoizvoljenih pokvarjenih bogatašev. Athol in Margaret je poslal živet nazaj v Austin, k Atholinim staršem. Porter je načrtoval, da bi se srečal z Athol v Hondurasu, a je postala Athol prebolehna za takšno potovanje. Ko je izvedel, da mu žena umira, se je februarja 1897 vrnil v Austin in predal sodišču, na katerega je vložil pritožbo. Njegov tast je še enkrat vplačal varščino, tako da je lahko Porter ostal pri Athol in Margaret. 
Athol Estes Porter je umrla za tuberkulozo 25. julija 1897. Porterja, ki ni imel veliko povedati v svoj zagovor, so februarja 1898 spoznali za krivega poneverbe. Obsodili so ga na pet let zapora in 25. marca 1898 je bil kot zvezni zapornik 30664 sprejet v Kaznilnico Ohio v Columbusu, Ohio. V zaporu je kot izučen lekarnar opravljal delo nočnega lekarnarja v zaporniški bolnišnici. Za bivanje so mu dodelili posebno sobo v bolnišničnem krilu in nikjer ni zapisano, da je sploh kdaj preživljal svojo kazen v prostorih zaporniškega bloka. Med bivanjem v zaporu je pod različnimi psevdonimi objavil 14 zgodb, posebej poznan je postajal pod psevdonimom O. Henry, s katerim se je prvič podpisal pod zgodbo Whistling Dick's Christmas Stocking, ki je izšla decembra 1899 v reviji McClure's Magazine. Zgodbe je založnikom posredoval njegov prijatelj iz New Orleansa, tako da slednji niso vedeli, da je resnični avtor zgodb zapornik. Porterja so po odsluženih treh letih zaradi lepega vedenja izpustili 24. julija 1901. Po vrnitvi na prostost se je srečal s svojo tedaj že 11-letno hčerko Margaret, v Pittsburghu, Pensilvanija, kamor so se preselili Atholini starši, potem ko so Porterja obsodili. Margaret ni nikoli izvedela, da je bil njen oče v zaporu - le da je bil na službenem potovanju.

### Kasnejše življenje
Porterjevo najplodovitejše pisateljsko obdobje se je začelo leta 1902, ko se je preselil v New York, z namenom da bi bil bližje svojim založnikom. V času svojega bivanja v New Yorku je ustvaril 381 kratkih zgodb. V reviji New York World Sunday Magazine je celo leto vsak teden objavil po eno kratko zgodbo. Bralci so oboževali predvsem njegovo šaljivost, karakterizacijo in vsebinske preobrate, čeprav se z njimi kritiki pogosto niso strinjali in so Porterjeve zgodbe pogosto kritizirali. Porter se je znova poročil leta 1907, njegova žena je postala otroška simpatija Sarah (Sallie) Lindsey Coleman, katero je spoznal med ponovnim obiskom svoje rodne zvezne dežele Severne Karoline. Kljub velikim uspehom svojih kratkih zgodb, ki so jih objavljali v revijah in knjižnih zbirkah (mogoče pa ravno zaradi te publicitete), je Porter veliko popival.
Njegovo zdravje je leta 1908 začelo pešati, kar je vplivalo tudi na njegovo pisanje. Sarah ga je zapustila leta 1909 in William Sydney Porter je umrl 5. junija 1910 zaradi ciroze jeter, komplikacijah sladkorne bolezni in povečanega srca (kardiomegalije). Pogreb je potekal v New Yorku, pokopali so ga na Pokopališču Riverside v Ashevillu, Severna Karolina. Hčerko Margaret Worth Porter, ki je umrla leta 1927, so pokopali skupaj z očetom.

## Zgodbe
O. Henryjeve zgodbe so slavne zaradi svojih presenetljivih koncev, ki se v nekaterih virih celo imenujejo »O. Henryjev konec.« O. Henryja so celo imenovali za ameriški odgovor na Guya de Maupassanta. Oba avtorja sta ustvarjali presenetljive vsebinske preobrate, le da so zgodbe O. Henryja bistveno bolj igrive in optimistične. Zgodbe so poznane tudi po šaljivem pripovedovalcu. Večina zgodb je postavljenih v takratno okolje, torej začetek 20. stoletja. Mnoge se odvijajo v New Yorku, v njih večinoma nastopajo običajni ljudje: uradniki, policaji, natakarice, itd.
O. Henryjevo delo, ki je v prvi vrsti produkt njegovega časa, bralcu priskrbi enega najboljših primerov, ko angleško govoreči avtor zajame celotno sliko časa. Bodisi gre za potepanje po živinorejskih deželah Teksasa, odkrivanje umetnosti v zbirki The Gentle Grafter bodisi za raziskovanje napetosti zaradi socialnega razreda ali denarnih sredstev v New Yorku na prelomu stoletja; O. Henry je imel edinstven občutek za osamitev posameznega elementa družbe in opisovanje le-tega z izredno varčnostjo in milino v jeziku. Nekatera njegova najboljša in najmanj poznana dela sestavljajo zbirko Cabbages and Kings, serijo zgodb, ki vse odkrivajo posemezen vidik življenja v nemočno zaspanem srednjeameriškem mestu. Vsaka zgodba se v isti sapi okorišča na račun določenega vidika širše zgodbe in se vrača nazaj k nekemu drugemu v kompleksni strukturi, ki počasi razkriva celotno ozadje, tudi ko na boleč način povzdigne neko mesto ali naselje. Zbirka Cabbages and Kings je eno od najpodrobnejših literarnih stvaritev tistega časa.
The Four Million je še ena zbirka O. Henryjevih kratkih zgodb. Začetek zbirke se navezuje na trditev Warda McAllisterja, »da je bilo v New Yorku samo štiristo ljudi, ki jih je bilo vredno opaziti.« Toda na obzorju se je pojavil modrejši človek - popisovalec prebivalstva - in njegova večja številka je bila avtorju dopadljivejša pri odkrivanju snovi teh kratkih zgodb, ki sestavljajo zbirko The Four Million (Štirje milijoni). Za O. Henryja so bili pomembni vsi prebivalci New Yorka. Na mesto ga je vezala očitna vez in mesto je imenoval »Bagdad na metroju.«  V New York so tudi postavljene mnoge O. Henryjeve zgodbe. 
Med njegovimi najslavnejšimi deli so:
- Darilo treh kraljev govori o mladem paru, Jimu in Delli, ki živita v slabem finančnem stanju. Še vedno sta zaljubljena drug v drugega in se odločita, da bosta drug drugemu kupila božično darilo, čeprav nimata denarja za kaj takega. Della, ki ima čudovite lase, ki ji sežejo do kolen, se odloči postriči in prodati lase, da bi Jimu kupila pašček za ročno uro. Na božični večer Jim razočaran izve, da si je Della postrigla lase, saj ji je za božično darilo kupil čudovite glavnike. Ko mu nato Della podari njeno darilo, sledi nov šok, saj je Jim za Delline glavnike prodal svojo ročno uro, s čimer tudi Dellin pašček naenkrat postane neuporaben. Osnovna vsebina zgodbe je bila v stoletju po izdaji ogromnokrat prevzeta, predelana, parodirana ali kako drugače povedana. Postala je božična klasika.
- Odkupnina za rdečega poglavarja govori o dveh možeh, ki ugrabita desetletnega dečka. Deček se izkaže za tako razvajenega in ogabnega, da obupana ugrabitelja dečkovemu očetu naposled plačata 250 dolarjev, da ga vzame nazaj.
- Policaj in hvalnica govori o newyorškem brezdomcu po imenu Soapy, ki se odloči biti aretiran, s čimer bi se kot gost mestne ječe izognil spanju v mrzli zimi. Kljub naporom z malenkostno tatvino, vandalizmom, neprimernim vedenjem in spogledovanjem z mlado prostitutko Soapyju ne uspe pritegniti pozornosti policije, zato se žalosten ustavi pred cerkvijo. Tam ga orgelska hvalnica navdihne, da se odloči urediti svoje življenje - nakar ga ironično aretirajo zaradi postopanja in obsodijo na trimesečno zaporno kazen.
- A Retrieved Reformation pripoveduje zgodbo roparja sefov Jimmyja Valentina, ki ga pred kratkim izpustijo iz zapora. Ko pride v mestno banko, da bi jo premeril pred svojim naslednjim ropom, se ujame s prelestno bankirjevo hčerko. Nemudoma se zaljubita in Valentine se odloči pustiti svojo kriminalno kariero. Preseli se v mesto in prevzame identiteto čevljarja Ralpha Spencerja. Ravno ko namerava predati svoja roparska orodja staremu kameradu, ga v banki prepozna miličnik po imenu Ben Price. Valentine z zaročenko in njeno družino ravno pregleduje nov sef, ko se v zrakotesni trezor ponesreči zaklene otrok. Zavedajoč se, da bo otrok brez njegove pomoči umrl, Valentine sef odpre in reši otroka. Ko to plemenito dejanje vidi miličnik, si premisli in se naredi, kot da Valentina ne pozna, ter odide.
- After Twenty Years govori o dveh možeh, ki sta se dvajset let prej domenila, da se bosta čez dvajset let na istem mestu sestala, ne glede na karkoli. Prvi mož, Bob, je pravočasen, ob dogovorjenem času nato pride na kraj nek policist in moža se zapleteta v pogovor. Policist se ne izda, da je on tisti drugi mož, ki bi se moral sestati z Bobom, saj ugotovi, da Boba iščejo oblasti. Policist se umakne in drugega policaja pošlje, da aretira Boba.

Nekatere njegove zbirke kratkih zgodb:
- Cabbages and Kings, izšla leta 1904.
- The trimmed Lamp, izšla leta 1907.
- Heart of the West, izšla leta 1907.
- The Voice of the City, izšla leta 1908.
- The Gentle Grafter, izšla leta 1908.
- Roads of Destiny, izšla leta 1909.
- Options, izšla leta 1909.
- Strictly Businness, izšla leta 1910.
- Whirligigs, izšla leta 1910.
- Odkupnina za rdečega poglavarja, je zbirka treh zgodb in edini prevod v slovenščino, prevajalec je Igor Harb, izšla leta 2007.

O. Henry je v svojem življenju napisal 273 novel in kratkih zgodb.

## O. Henryjeve zgodbe v filmih
- Viva Cisco Kid, leta 1940.
- Five perls, leta 1952.
- Silent love, leta 1994.
- The ransom of Red Chief, leta 1999,
- By Courier, leta 2000,

## Psevdonim
Porter je podal različna pojasnila v zvezi s svojim psevdonimom. Let 1909 je v intervjuju za The New York Times povedal:

Pisatelj in učenjak Guy Davenport je podal še eno razlago: »Psevdonim, pod katerim je začel pisati v zaporu, sestoji iz prveh dveh črk Ohio in še štirih črk penitentiary.«  Ohio Penitentiary v prevodu pomeni Kaznilnica Ohio.

## Zapuščina
V Austinu, Teksas, od leta 1934 deluje O. Henryjev muzej, v katerem so razstavljeni različni predmeti, ki se nanašajo na pisateljevo življenje.  Muzej deluje pod okriljem mesta Austin in se nahaja na naslovu East Fifth Street 409, Austin, Teksas 78701.  Muzejsko zgradbo so zgradili že leta 1891 in so jo med preobrazbo obdajajoče soseske v skladiščno cono leta 1930 skoraj porušili.  Stavbo so naposled rešili pred uničenjem, jo podarili mestu in jo preselili na sedanji naslov, s starega naslova East Fourth Street 308. V letih 1994 in 1995 je stavba prestala obsežno prenovo.  Danes je O. Henryjev muzej last Ameriškega registra krajev zgodovinskega pomena (National Register of Historic Places), Kongresna knjižnica, ameriška de facto narodna knjižnica, pa je muzej uvrstila na svoj seznam krajev literarnega pomena. 
Po Porterju se imenuje nagrada O. Henryja, prestižna literarna nagrada, ki jo vsako leto podeljujejo izjemnim kratkim zgodbam. Po Porterju oziroma njegovem psevdonimu se imenujejo tudi številne ameriške šole.
Leta 1952 so posneli film z naslovom O. Henry's Full House, ki ga je vsebinsko sestavljalo pet krajših zgodb oziroma epizod. Epizoda, ki je požela največ pozornosti in priznanja s strani kritikov, je bila epizoda Policaj in hvalnica, v kateri sta zaigrala Marilyn Monroe in Charles Laughton. Ostale epizode so še The Clarion Call, The Last Leaf, Odkupnina za rdečega poglavarja (v njej sta nastopila Fred Allen in Oscar Levant) in Darilo treh kraljev.